# Aurélie Chaboudez
Aurélie Chaboudez (née le 9 mai 1993 à Montbéliard) est une athlète française spécialiste du 400 mètres haies et des épreuves combinées.

## Biographie
Aurélie Chaboudez, jeune martiniquaise, remporte le 400 m haies aux Jeux olympiques de la jeunesse, avec un temps de 58 s 41.
En juillet 2011, elle se classe 2e des Championnats d'Europe juniors toujours sur 400 m haies, derrière la Russe Vera Rudakova. Quelques jours plus tard, elle participe aux Championnats de France, et remporte le bronze à l'heptathlon.
Le 14 juillet 2012, elle obtient la médaille d'argent aux championnats du monde juniors, battue seulement par la Jamaïcaine Janieve Russell ; en 57 s 14 elle établit un nouveau record de France juniors sur 400 m haies, battant les 57 s 26 de Florence Delaune qui dataient de 1997.
En 2014 elle termine deuxième au meeting EAP de Loughborough en 56 s 53
, son nouveau record personnel
.
En 2015, lors des mondiaux à Pékin, elle atteint les demi-finales du 400m haies. Elle est la première athlète française à atteindre ce niveau de la compétition.

## Palmarès

### International
| Date | Compétition                       | Lieu        | Résultat | Épreuve     | Temps   |
| ---- | --------------------------------- | ----------- | -------- | ----------- | ------- |
| 2010 | Jeux olympiques de la jeunesse    | Singapour   | 1re      | 400 m haies | 58 s 41 |
| 2011 | Championnats d'Europe juniors     | Tallinn     | 2e       | 400 m haies | 57 s 35 |
| 2012 | Championnats du monde juniors     | Barcelone   | 2e       | 400 m haies | 57 s 14 |
| 2013 | Championnats d'Europe espoirs     | Tampere     | 4e       | 400 m haies | 57 s 13 |
| 2015 | Championnats d'Europe par équipes | Tcheboksary | 8e       | 400 m haies | 56 s 76 |
| 2015 | Championnats d'Europe espoirs     | Tallinn     | 3e       | 400 m haies | 56 s 04 |
| 2018 | Jeux méditerranéens               | Tarragone   | 3e       | 400 m haies | 56 s 77 |
| 2018 | Coupe du monde                    | Londres     | 3e       | 400 m haies | 56 s 23 |
| 2019 | Championnats d'Europe par équipes | Bydgoszcz   | 7e       | 400 m haies | 57 s 98 |

### National
- Championnats de France d'athlétisme :
  - Vainqueur du 400 m haies en 2014, 2018 et 2019
  - 2e du 400 m haies en 2012 et 2017
  - 3e de l'heptathlon en 2011
- Championnats de France d'athlétisme en salle :
  - 3e du pentathlon en 2012

### Records
| Épreuve          | Performance | Lieu      | Date            |
| ---------------- | ----------- | --------- | --------------- |
| 400 mètres haies | 55 s 51     | Marseille | 6 juin 2015     |
| Heptathlon       | 5 660 pts   | Albi      | 29 juillet 2011 |